# Mean (Lied)

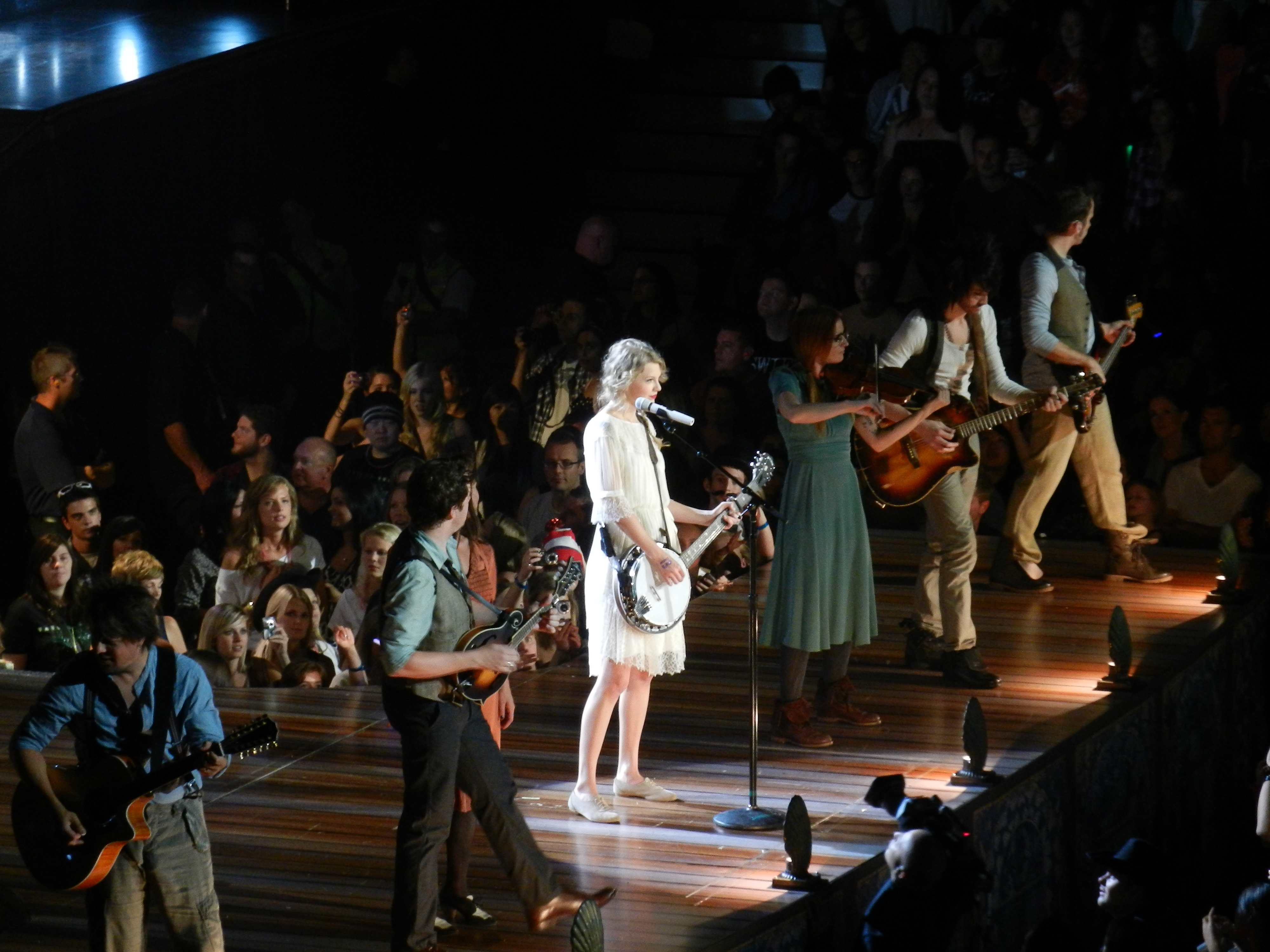
Taylor Swift singt Mean in Vancouver (2011)

Mean ist ein Lied der US-amerikanischen Sängerin Taylor Swift, das als dritte Single aus ihrem dritten Album Speak Now veröffentlicht wurde.

## Text
Mit diesem Lied nahm Taylor ihre Kritiker ins Visier. Zum Beispiel singt sie:

„And I can see you year from now in a bar talking over a football game

With that same big loud opinion, but no one's listening

Washed up and ranting about the same old bitter things

Drunk and talking all about how I... can't... sing.“

## Kommerzieller Erfolg
In den amerikanischen Billboard-Hot-100-Charts debütierte das Lied in der Woche vom 6. November 2010 auf Platz 11. In den Billboard-Country-Charts erreichte es Platz 2.

### Chartplatzierungen
| ChartsChartplatzierungen               | Höchstplatzierung | Wochen |
| -------------------------------------- | ----------------- | ------ |
| Vereinigte Staaten (Billboard)         | 11 (20 Wo.)       | 20     |
| Vereinigte Staaten (Billboard Country) | 2 (19 Wo.)        | 19     |

| ChartsJahrescharts (2011)              | Platzierung |
| -------------------------------------- | ----------- |
| Vereinigte Staaten (Billboard Country) | 24          |

### Auszeichnungen
Bei den Grammy Awards 2012 erhielt das Lied die Preise in den Kategorien „Beste Country-Solodarbietung“ und „Bester Countrysong“.
Grammy Awards
- 2012: Best Country Solo Performance
- 2012: Best Country Song

### Auszeichnungen für Musikverkäufe
| Land/Region                  | Auszeichnungen für Musikverkäufe (Land/Region, Auszeichnung, Verkäufe) | Verkäufe  |
| ---------------------------- | ---------------------------------------------------------------------- | --------- |
| Australien (ARIA)            | 2× Platin                                                              | 140.000   |
| Brasilien (PMB)              | Gold                                                                   | 30.000    |
| Japan (RIAJ)                 | Gold                                                                   | 100.000   |
| Kanada (MC)                  | Gold                                                                   | 40.000    |
| Neuseeland (RMNZ)            | Platin                                                                 | 30.000    |
| Vereinigte Staaten (RIAA)    | 3× Platin                                                              | 3.000.000 |
| Vereinigtes Königreich (BPI) | Silber                                                                 | 200.000   |
| Insgesamt                    | 1× Silber · 3× Gold · 6× Platin ·                                      | 3.540.000 |

Hauptartikel: Taylor Swift/Auszeichnungen für Musikverkäufe/Lieder

## Mean (Taylor’s Version)
Swift nahm das Lied 2023 für ihre Albumneuauflage Speak Now (Taylor’s Version) erneut auf. Die Taylor’s Version erschien zwar nicht als Single, konnte aber aufgrund von Downloads und Musikstreaming die US-Charts erreichen.
| ChartsChartplatzierungen               | Höchstplatzierung | Wochen |
| -------------------------------------- | ----------------- | ------ |
| Vereinigte Staaten (Billboard)         | 39 (1 Wo.)        | 1      |
| Vereinigte Staaten (Billboard Country) | 17 (2 Wo.)        | 2      |